# Meconopsis concinna
Meconopsis concinna är en vallmoväxtart som beskrevs av David Prain. Meconopsis concinna ingår i släktet bergvallmor, och familjen vallmoväxter. Inga underarter finns listade i Catalogue of Life.